# Athos Fraternale
Athos Fraternale (Ancona, 15 agosto 1909 – Roma, 31 luglio 1963) è stato un ammiraglio e militare italiano, asso dei sommergibilisti durante il corso della seconda guerra mondiale, dove affondò 35.606 tsl di naviglio nemico, fu decorato di due Medaglie d’argento, tre di bronzo, due Croci di guerra al valor militare, due Croci al merito di guerra, della Croce di Ferro di II classe tedesca e fu citato due volte nel Bollettino di guerra del Comando Supremo.

## Biografia
Nacque ad Ancona il 15 agosto 1909, figlio di Amilcare, Ispettore Generale nelle Regie Ferrovie dello Stato, e di Vittoria Vanni. Rimasto orfano di madre in giovane età, dopo aver conseguito il diploma liceale entrò nella Regia Accademia Navale di Livorno il 10 ottobre 1925. Mentre frequentava l’Accademia si imbarcò per le crociere estive sulle navi scuola Francesco Ferruccio, Amerigo Vespucci, Pisa, Cristoforo Colombo. Nominato guardiamarina il 1 luglio 1930 si imbarcò in successione sull’incrociatore pesante Trento, sulla nave da battaglia Giulio Cesare, sul cacciatorpediniere Ugolino Vivaldi, e a partire dal 1933 sui sommergibili Tricheco, Rubino, Naiade, Filippo Corridoni.

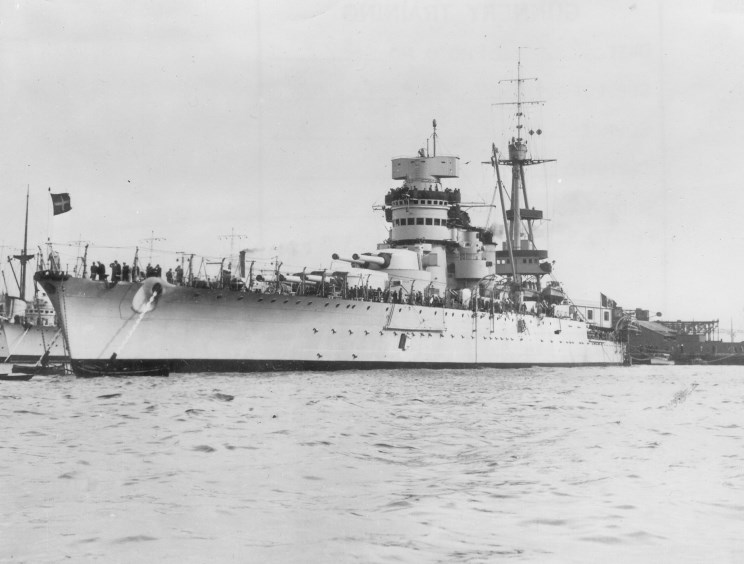
La nave da battaglia Giulio Cesare in una foto risalente al 1938.

Dopo aver partecipato alla operazioni navali connesse alla Guerra di Spagna (1936-1938), ricoprì l’incarico di Aiutante di bandiera del comandante marittimo della Sardegna, e il 7 luglio 1939 si imbarcò come secondo ufficiale sul sommergibile Cappellini, al comando prima del CC Cristiano Masi e, dal 26 settembre 1940, del CC Salvatore Todaro.
L’entrata in guerra dell’Italia, avvenuta il 10 giugno 1940, lo colse con il grado di tenente di vascello imbarcato sul Cappellini, con cui partecipò all’affondamento dei piroscafi Kabalo (belga) e Shakespeare (britannico).
Sbarcato dal Cappellini il comando di BETASOM gli affidò il comando, in successione dei sommergibili Francesco Morosini, Reginaldo Giuliani. Con il grado di capitano di corvetta assunse il comando del sommergibile S.1 a Danzica il 26 giugno 1943, e li si trovava quando fu firmato l’armistizio dell’8 settembre 1943. A quella data risultava decorato con due Medaglie d’argento e tre di bronzo al valor militare, e aveva affondato 35.606 tsl di naviglio nemico. Catturato dai tedeschi per essersi rifiutato di aderire alla Repubblica Sociale Italiana fu trasferito in un campo di concentramento in Polonia, ammalandosi gravemente di nefrite per le privazioni patite in prigionia. Dopo il termine del conflitto rientrò a piedi a Firenze, dove viveva la famiglia, ritornando in servizio attivo nella Marina Militare Italiana il 16 gennaio 1946, promosso capitano di fregata, dopo una lunga convalescenza.

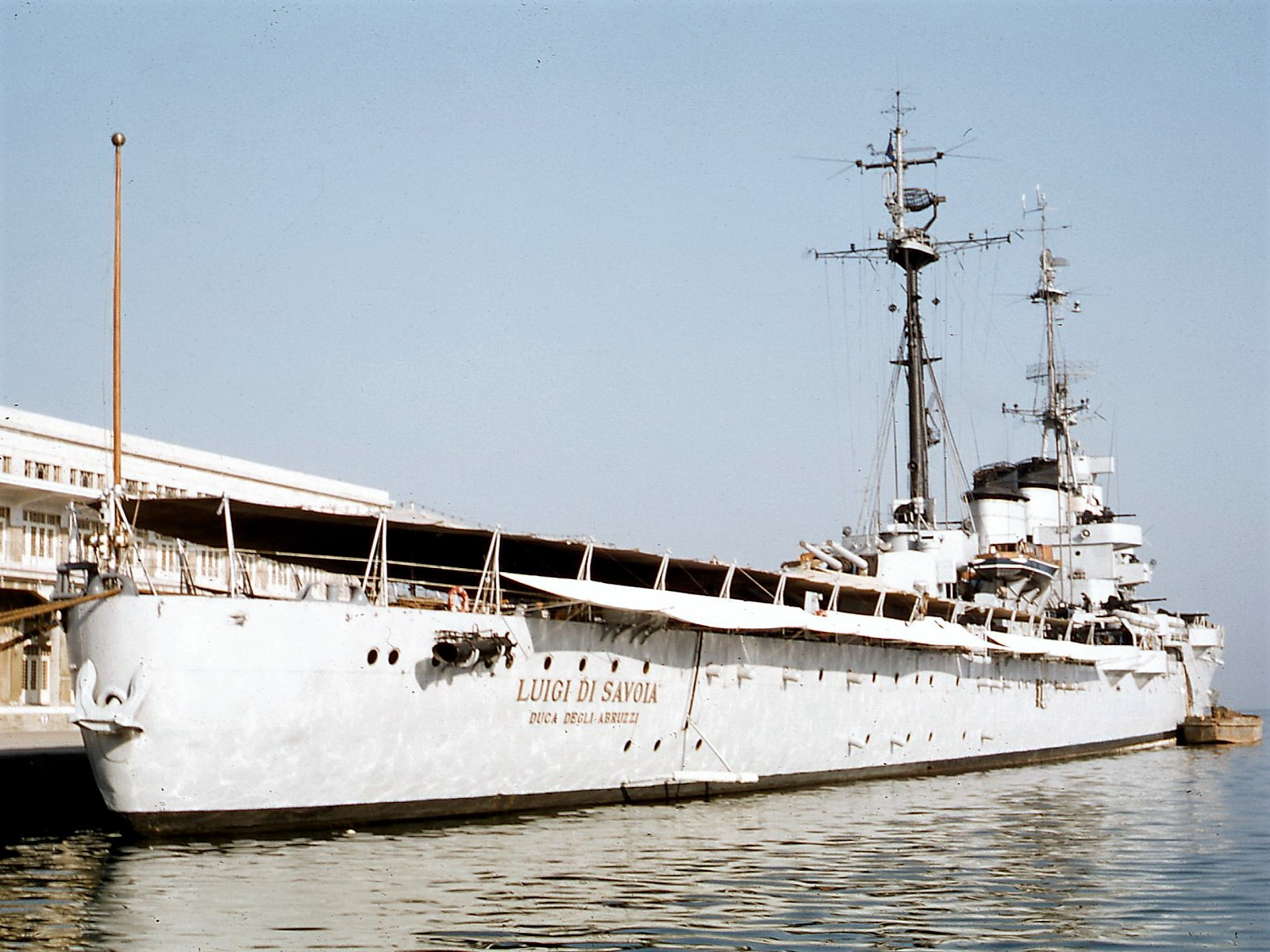
L'incrociatore leggero Duca degli Abruzzi fotografato a Trieste nel 1959.

Ricoprì incarichi di prestigio, fu distaccato presso la Casa Militare del Capo Provvisorio dello Stato e poi del Presidente della Repubblica fino al 1948, vicecomandante dell’incrociatore leggero Duca degli Abruzzi, dopo un periodo al Ministero della difesa assunse l’incarico di comandante della cannoniera Alano, e poi della squadriglia cannoniere. Capitano di vascello nel 1952, fu Capo di stato maggiore del Dipartimento marittimo autonomo della Sicilia, comandante del Comando sommergibili di Taranto, nel 1959 assunse il comando dei Gruppi dragaggio, e nel 1960 passò in servizio presso il Comando navale NATO del Mediterraneo centrale. Trasferito al Comando generale della Guardia di Finanza fu promosso contrammiraglio nel 1962 divenendo nel contempo Presidente della Commissione internazionale dei mezzi portuali di emergenza.
In aspettativa nel 1963, in quanto minato nel fisico a causa della malattia contratta in prigionia, si spense a Roma il 31 luglio dello stesso anno.
Per onorarne la memoria il 2 dicembre 2005 la Marina Militare gli ha intitolato la base navale di Ancona.

### Vita privata
Il 15 settembre 1934 si sposò con Niccolina Rosati che gli diede due figli, Roberto e Marcello.

### Onorificenze italiane

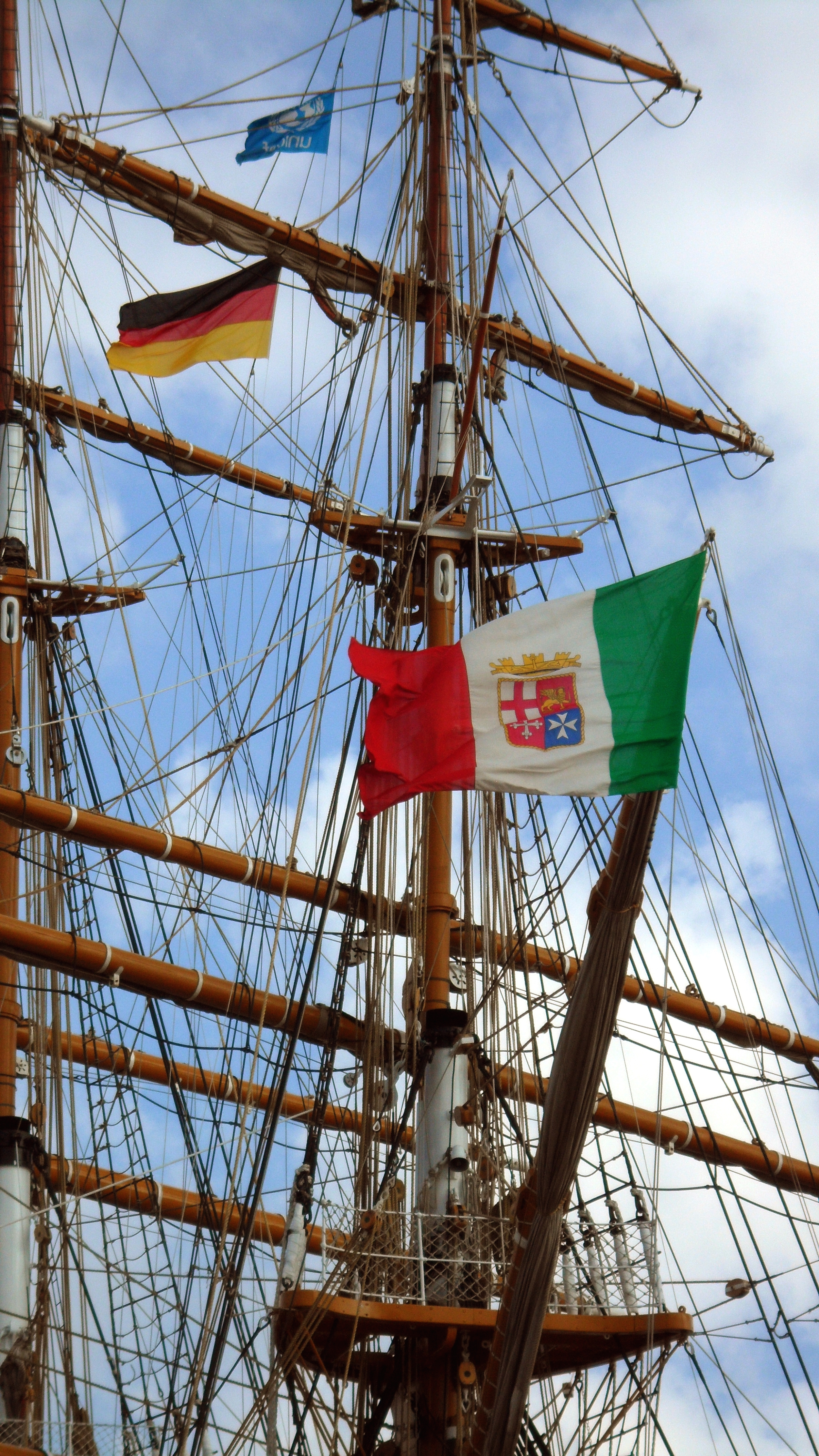
Bandiera della Marina Militare a poppa della nave scuola Amerigo Vespucci ormeggiata nel porto di Amburgo nell'agosto 2013.

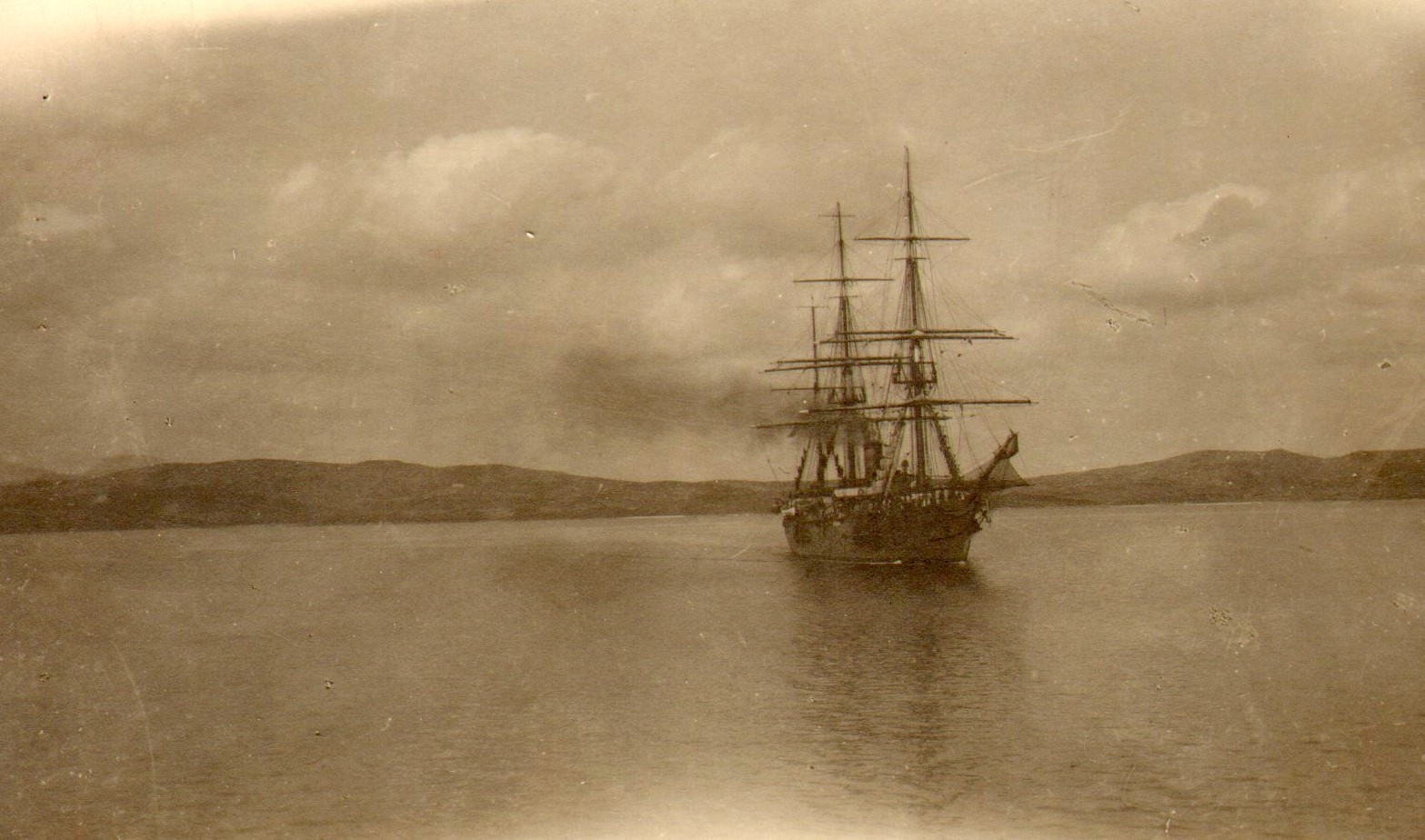
Regia Nave scuola Cristoforo Colombo. Archivio privato della famiglia Burzagli.

### Annotazioni
1. ↑  La loro unione finì molto presto a seguito di dissidi insanabili, e Fraternale si dedicò anima e corpo alla carriera militare.

### Fonti
1. 1 2 3 4 5 6 7 8 9 10 11 12 13 14 15 16 17  Alberini, Prosperini 2015, p. 239.
2. 1 2 3 4 5  Rossetto 1994, p. 31.
3. ↑   Cavaliere dell'Ordine militare d'Italia di Athos Fraternale, su quirinale.it. URL consultato l'11 maggio 2017.

### Periodici
- Mario Rossetto, Gli u-boote italiani della classe “S”, in Storia Militare, n. 11, Roma, Stato Maggiore dell’Aeronautica Militare, agosto 1994,  pp. 25-32.